# Беларусь на зимних юношеских Олимпийских играх 2012
Белоруссия принимала участие в зимних юношеских Олимпийских играх 2012 года в Инсбруке, Австрия с 13 по 22 января 2020. Страну представляли 16 спортсменов в 8 дисциплинах.

## Призёры
Медали, врученные участникам смешанных (объединенных) команд НОК, выделены курсивом. Эти медали не учитываются в медальном зачете НОК.
| Медаль | Имя                            | Дисциплина         | Соревнование          | Дата      |
| ------ | ------------------------------ | ------------------ | --------------------- | --------- |
| 1      | Евгения Ткаченко Юрий Гулицкий | Фигурное катание   | Смешанная команда НОК | 21 января |
| 2      | Роман Дубовик                  | Конькобежный спорт | 500 метров            | 14 января |

## Результаты соревнований

### Горнолыжный спорт
Беларусь квалифицировала одну девушку.
Девушки
| Спортсмены      | Соревнование      | Финал   | Финал   | Финал   | Финал |
| Спортсмены      | Соревнование      | 1 спуск | 2 спуск | Всего   | Место |
| --------------- | ----------------- | ------- | ------- | ------- | ----- |
| Анастасия Лесик | Слалом            | 47.56   | 44.63   | 1:32.19 | 17    |
| Анастасия Лесик | Гигантский слалом | DSQ     | DSQ     | DSQ     | DSQ   |

### Биатлон
Беларусь выставила полную команду, состоящую из двух юношей и девушек.
Юноши
| Спортсмены   | Соревнование        | Результат | Результат | Результат |
| Спортсмены   | Соревнование        | Время     | Промахов  | Место     |
| ------------ | ------------------- | --------- | --------- | --------- |
| Виктор Крюко | Спринт              | 20:53.0   | 2         | 13        |
| Виктор Крюко | Гонка преследования | DSQ       | DSQ       | DSQ       |
| Роман Малухо | Спринт              | 22:38.4   | 4         | 39        |
| Роман Малухо | Гонка преследования | 35:30.4   | 4         | 38        |

Девушки
| Спортсмены        | Соревнование        | Результат | Результат | Результат |
| Спортсмены        | Соревнование        | Время     | Промахов  | Место     |
| ----------------- | ------------------- | --------- | --------- | --------- |
| Людмила Кевра     | Спринт              | 20:02.4   | 2         | 26        |
| Людмила Кевра     | Гонка преследования | 34:51.9   | 8         | 34        |
| Татьяна Трифонова | Спринт              | 20:15.0   | 2         | 27        |
| Татьяна Трифонова | Гонка преследования | 33:58.7   | 9         | 26        |

Смешанная
| Спортсмены                                                | Соревнование                                   | Результат | Результат | Результат |
| Спортсмены                                                | Соревнование                                   | Время     | Промахов  | Место     |
| --------------------------------------------------------- | ---------------------------------------------- | --------- | --------- | --------- |
| Татьяна Трифонова Людмила Кевра Виктор Крюко Роман Малухо | Смешанная эстафета                             | 1:17:36.8 | 4+10      | 10        |
| Людмила Кевра Инна Луконина Виктор Крюко Максим Гордиас   | Смешанная эстафета по лыжным гонкам и биатлону | 1:09:32.7 | 1+8       | 15        |

### Лыжные гонки
Беларусь квалифицировала по одному юноше и девушке.
Юноши
| Спортсмены     | Соревнование              | Финал   | Финал |
| Спортсмены     | Соревнование              | Время   | Место |
| -------------- | ------------------------- | ------- | ----- |
| Максим Гордиас | 10 км классическим стилем | 34:00.4 | 35    |

Девушки
| Спортсмены    | Соревнование             | Финал   | Финал |
| Спортсмены    | Соревнование             | Время   | Место |
| ------------- | ------------------------ | ------- | ----- |
| Инна Луконина | 5 км классическим стилем | 16:48.8 | 23    |

Спринт
| Спортсмены     | Соревнование | Квалификация | Квалификация | Четвертьфинал | Четвертьфинал | Полуфинал       | Полуфинал       | Финал           | Финал           |
| Спортсмены     | Соревнование | Результат    | Место        | Результат     | Место         | Результат       | Место           | Результат       | Место           |
| -------------- | ------------ | ------------ | ------------ | ------------- | ------------- | --------------- | --------------- | --------------- | --------------- |
| Максим Гордиас | Спринт       | 1:47.28      | 16           | 1:50.2        | 5             | did not advance | did not advance | did not advance | did not advance |
| Инна Луконина  | Спринт       | 2:05.07      | 21 Q         | 2:05.9        | 4             | did not advance | did not advance | did not advance | did not advance |

Смешанные
| Спортсмены                                              | Соревнование                                   | Финал     | Финал    | Финал |
| Спортсмены                                              | Соревнование                                   | Время     | Промахов | Место |
| ------------------------------------------------------- | ---------------------------------------------- | --------- | -------- | ----- |
| Людмила Кевра Инна Луконина Виктор Крюко Максим Гордиас | Смешанная эстафета по лыжным гонкам и биатлону | 1:09:32.7 | 1+8      | 15    |

### Фигурное катание
Беларусь квалифицировала танцевальную пару
| Спортсмены                     | Соревнование  | SP/OD | SP/OD | FS/FD | FS/FD | Итого | Место |
| Спортсмены                     | Соревнование  | Баллы | Место | Баллы | Место | Итого | Место |
| ------------------------------ | ------------- | ----- | ----- | ----- | ----- | ----- | ----- |
| Юрий Гулицкий Евгения Ткаченко | Танцы на льду | 31.90 | 10    | 42.66 | 11    | 74.56 | 10    |

Смешанные
| Спортсмены                                                                         | Соревнование    | Юноши  | Юноши | Юноши | Девушки | Девушки | Девушки | Танцы на льду | Танцы на льду | Танцы на льду | Итог  | Итог  |
| Спортсмены                                                                         | Соревнование    | Оценка | Место | Баллы | Оценка  | Место   | Баллы   | Оценка        | Место         | Баллы         | Баллы | Место |
| ---------------------------------------------------------------------------------- | --------------- | ------ | ----- | ----- | ------- | ------- | ------- | ------------- | ------------- | ------------- | ----- | ----- |
| Команда 4 Сёма Уно Япония Джордан Баут США Евгения Ткаченко/Юрий Гулицкий Беларусь | Командный кубок | 112.72 | 2     | 7     | 77.84   | 2       | 7       | 44.36         | 7             | 2             | 16    | 1     |

### Хоккей[2]
Юноши
| Спортсмены       | Соревнование          | Квалификация | Квалификация | Большой финал   | Большой финал   |
| Спортсмены       | Соревнование          | Баллы        | Место        | Баллы           | Место           |
| ---------------- | --------------------- | ------------ | ------------ | --------------- | --------------- |
| Алексей Дашкевич | Индивидуальные умения | 11           | 9            | did not advance | did not advance |

### Nordic combined
Беларусь квалифицировала одного юношу.
Юноши
| Спортсмены      | Соревнование                | Прыжки с трамплина | Прыжки с трамплина | Кросс-кантри | Кросс-кантри | Финал       | Финал |
| Спортсмены      | Соревнование                | Баллы              | Место              | Ограничение  | Время        | Общее время | Место |
| --------------- | --------------------------- | ------------------ | ------------------ | ------------ | ------------ | ----------- | ----- |
| Никита Молодцов | Индивидуальные соревнования | 66.1               | 17                 | 4:46         | 29:06.7      | 33:52.7     | 15    |

### Конькобежный спорт
Беларусь выставила полную команду, состоящую из двух юношей и девушек.
Юноши
| Спортсмены       | Соревнование      | Гонка 1 | Гонка 2 | Результат | Место           |
| ---------------- | ----------------- | ------- | ------- | --------- | --------------- |
| Роман Дубовик    | 500 метров        | 38.87   | 38.95   | 77.82     | Шаблон:Silver02 |
| Роман Дубовик    | 1500 метров       |         |         | 2:02.47   | 6               |
| Максим Дубовский | 500 метров        | 40.61   | 40.92   | 81.53     | 11              |
| Максим Дубовский | 3000 метров       |         |         | 4:31.21   | 12              |
| Максим Дубовский | Масс старт, юноши |         |         | 7:19.41   | 12              |

Девушки
| Спортсмены          | Соревнование      | Гонка 1 | Гонка 2 | Результат | Место |
| ------------------- | ----------------- | ------- | ------- | --------- | ----- |
| Наталья Храмцова    | 500 метров        | 45.61   | 46.39   | 92.00     | 13    |
| Наталья Храмцова    | 3000 метров       |         |         | 5:24.97   | 13    |
| Анастасия Капустина | 3000 метров       |         |         | 5:29.23   | 15    |
| Анастасия Капустина | Масс старт, юноши |         |         | 6:26.11   | 19    |